# Osiedle Albertyńskie
Osiedle Albertyńskie (powstało jako osiedle Bieńczyce E następnie nosiło nazwę, do roku 1991, osiedle XX-lecia PRL) – osiedle w Krakowie wchodzące w skład Dzielnicy XVI Bieńczyce, niestanowiące jednostki pomocniczej niższego rzędu w ramach dzielnicy.

## Historia
Osiedle Albertyńskie stanowi część Bieńczyc Nowych – założenia architektoniczno-urbanistycznego, w zamierzeniu stanowiącego rozbudowę dzielnicy Nowa Huta w kierunku północno-zachodnim. W 1959 roku w wyniku konkursu na projekt założenia wybrano koncepcję autorstwa warszawskiej architekt Jadwigi Guzickiej z zespołem w którym za projekt urbanistyczny odpowiadali Anna Basista i Jan Lewandowski, a za architekturę budynków Kazimierz Chodorowski, Stefan Golonka oraz konstruktor dr inż. Tadeusz Kantarek. Całe założenie było projektowane dla ok. 30 tys. mieszkańców – ok. 5,5 tys. na jednym osiedlu. Cechuje je luźna zabudowa budynkami wolnostojącymi z przeważającą zabudową 5- i 11-kondygnacyjną. Główną osią zespołu urbanistycznego jest park Planty Bieńczyckie, wzorowane na Plantach Krakowskich, który spaja osiedla wchodzące w skład zespołu w jedną urbanistyczną całość. Wzdłuż parkowej osi zaplanowano obiekty użyteczności publicznej – szkoły, przedszkola, domy handlowe, domy kultury, biblioteki. Oprócz Osiedla Albertyńskiego w skład Bieńczyc Nowych wchodzą jeszcze osiedla Strusia, Kalinowe, Na Lotnisku, Wysokie, Kazimierzowskie, Jagiellońskie, Przy Arce, Niepodległości oraz Złotej Jesieni. Realizacja zespołu urbanistycznego odbyła się w latach 1962–1979.
Było to pierwsze osiedle powstałe za linią ulicy Kocmyrzowskiej, po jej zachodniej stronie, poza tzw. „starą Nową Hutą”. Chociaż wcześniej od niego zaczęły powstawać osiedla na Wzgórzach Krzesławickich. Jego budowę rozpoczęto w 1962 roku. Zbudowano je w odległości ok. 1 kilometra od dzisiejszego Ronda Kocmyrzowskiego a między nim a osiedlem Spółdzielczym znajdowały się wówczas bazy firm budowlanych. Ukończone zostało w 1967 roku.

## Usytuowanie
Osiedle sąsiaduje:
- od północy z os. Kazimierzowskim i al. gen. Andersa,
- od wschodu z os. Niepodległości,
- od południa z nowo powstałym osiedlem City Towers Czyżyny,
- od zachodu z osiedlami Dywizjonu 303 oraz Kościuszkowskim i ul. Dąbrowskiej.

Na osiedlu znajduje się Szkoła Podstawowa nr 100 im. Adama Mickiewicza oraz dwa przedszkola, przychodnia i hotel.

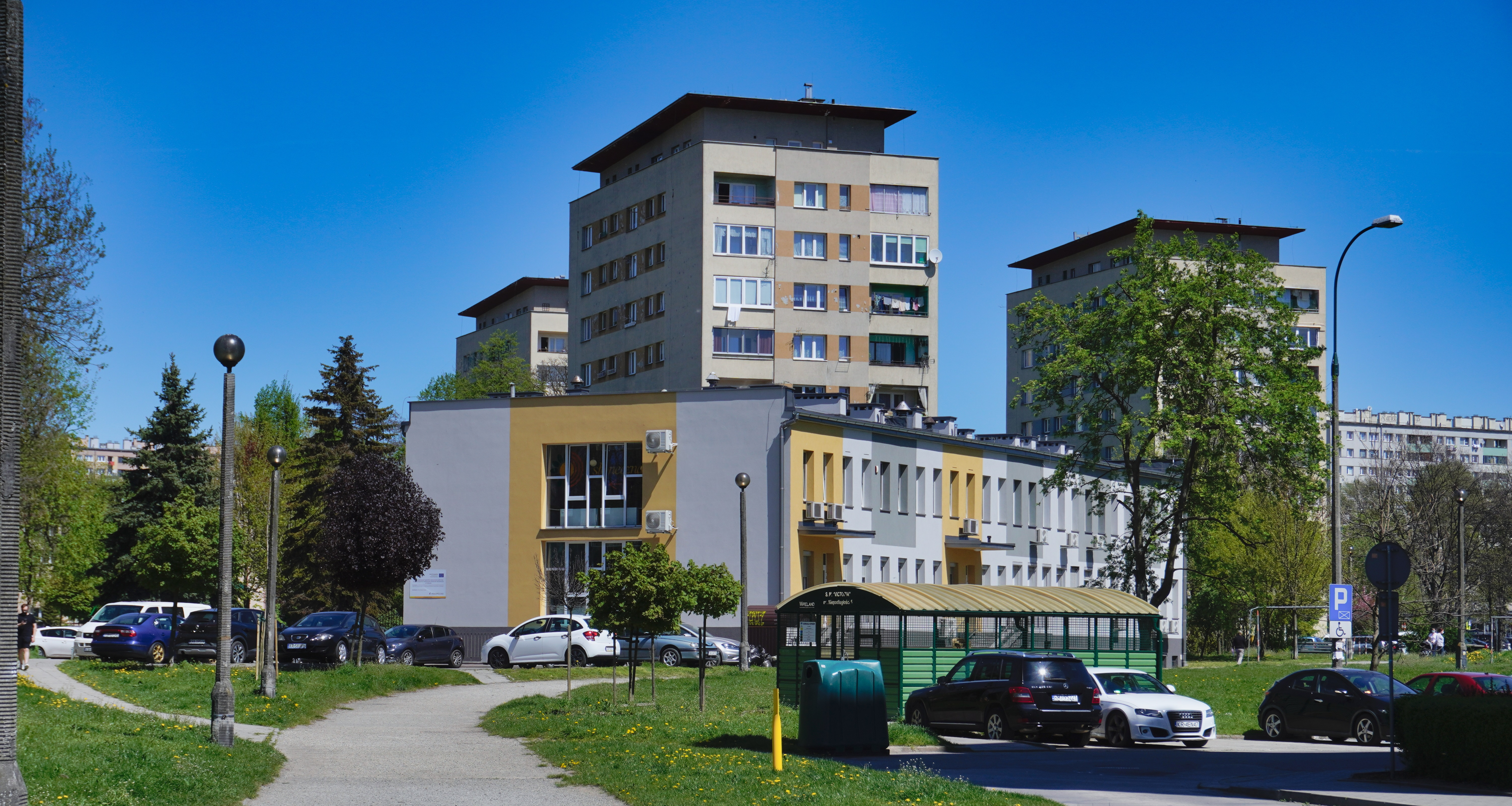
Wschodnia strona osiedla, bloki 13, 14, 15 i przychodnia
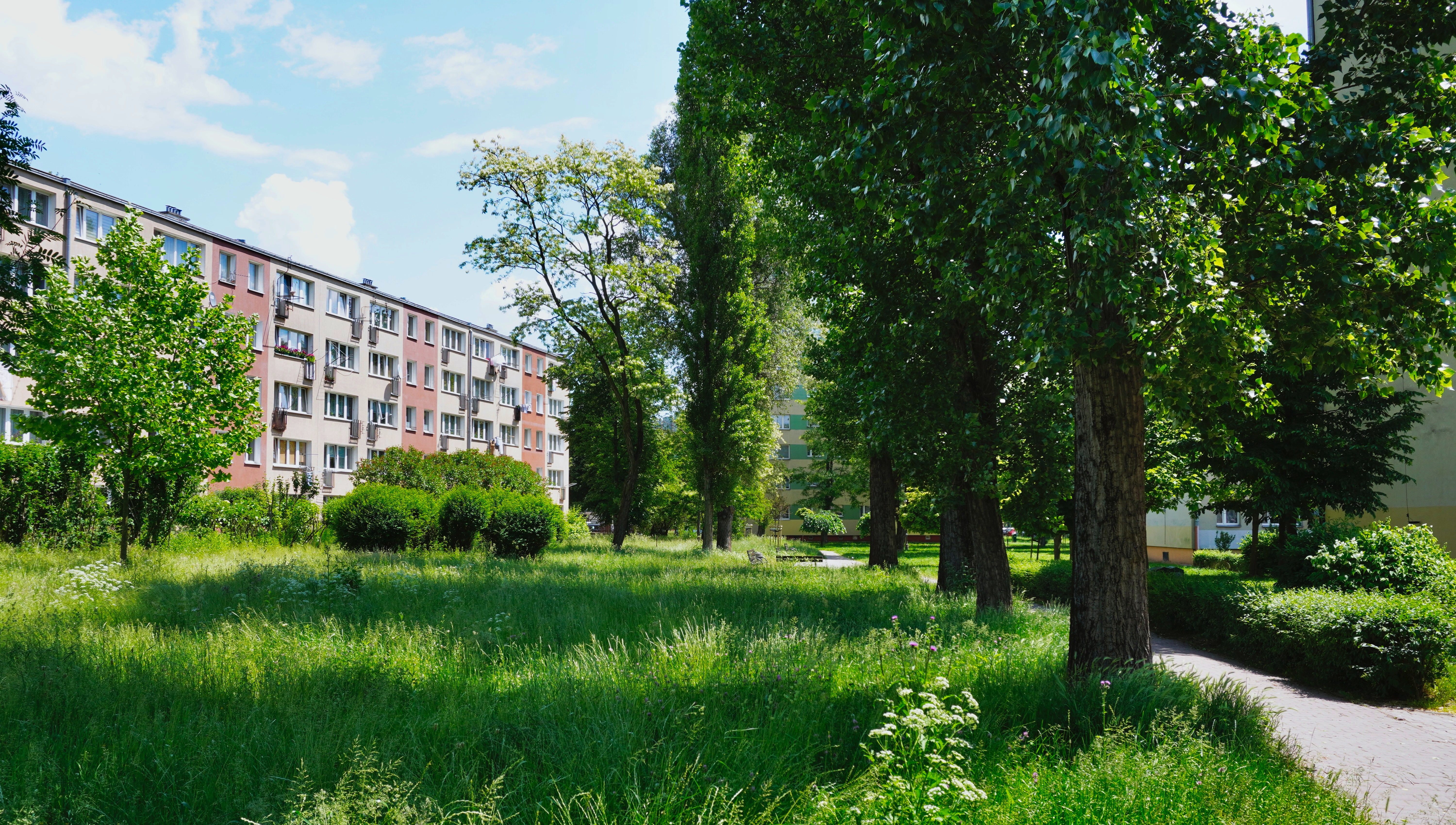
Wnętrze osiedla, po lewej blok 16
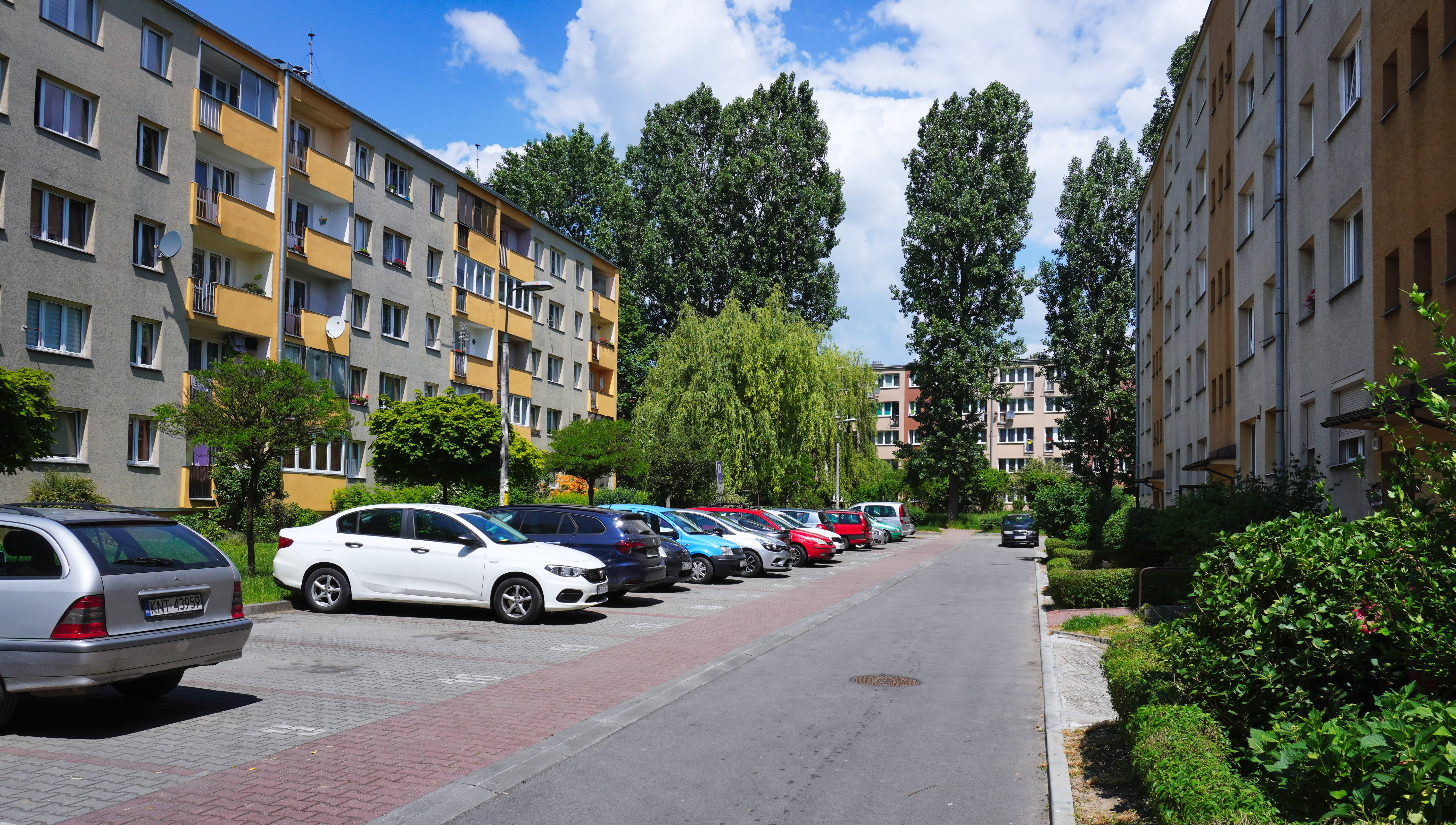
Bloki czteropiętrowe 19 i 18, na dalszym planie blok 16
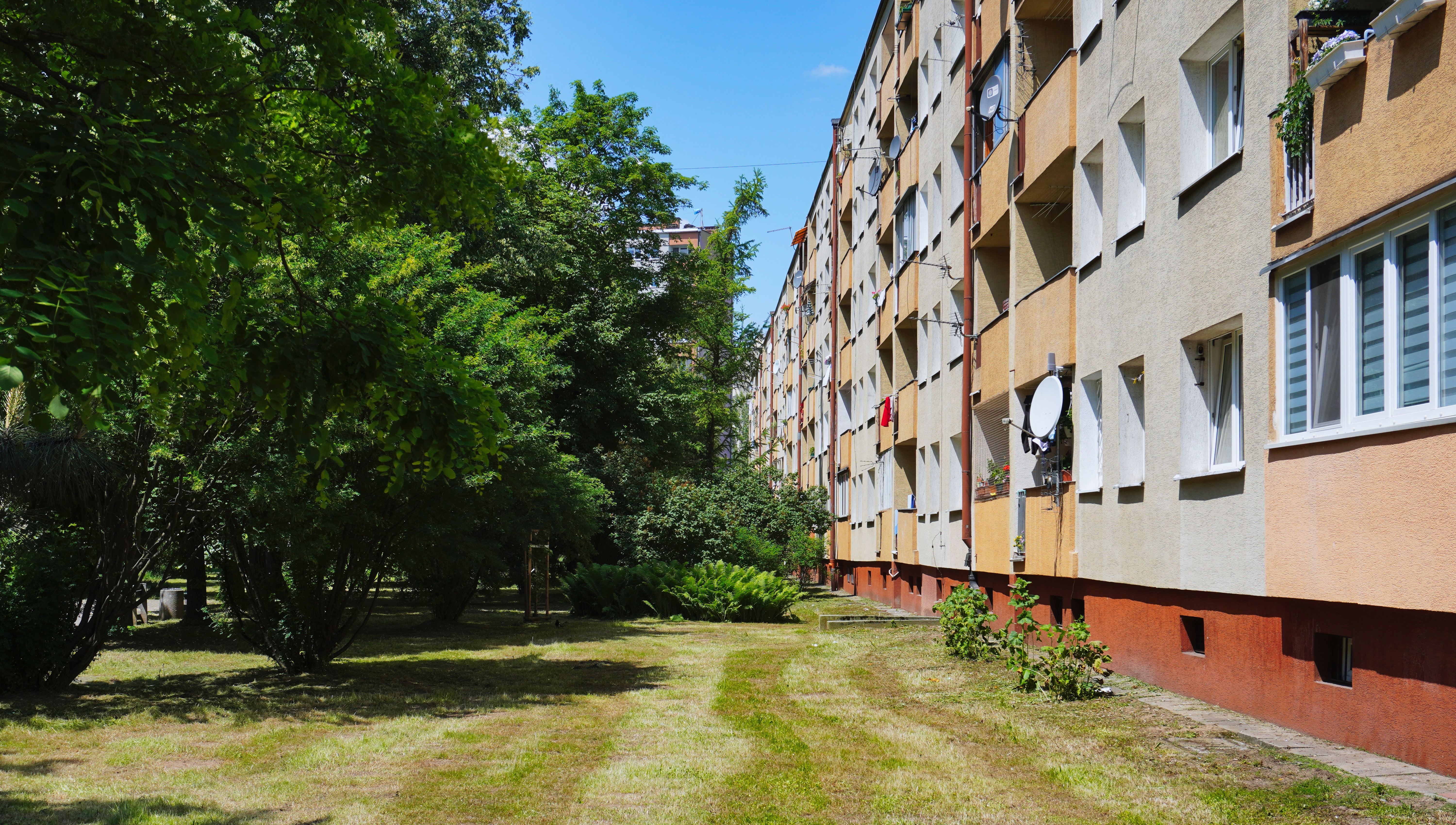
Wnętrze osiedla, zieleniec, blok 29, w tle – dziesięciopiętrowy blok 30
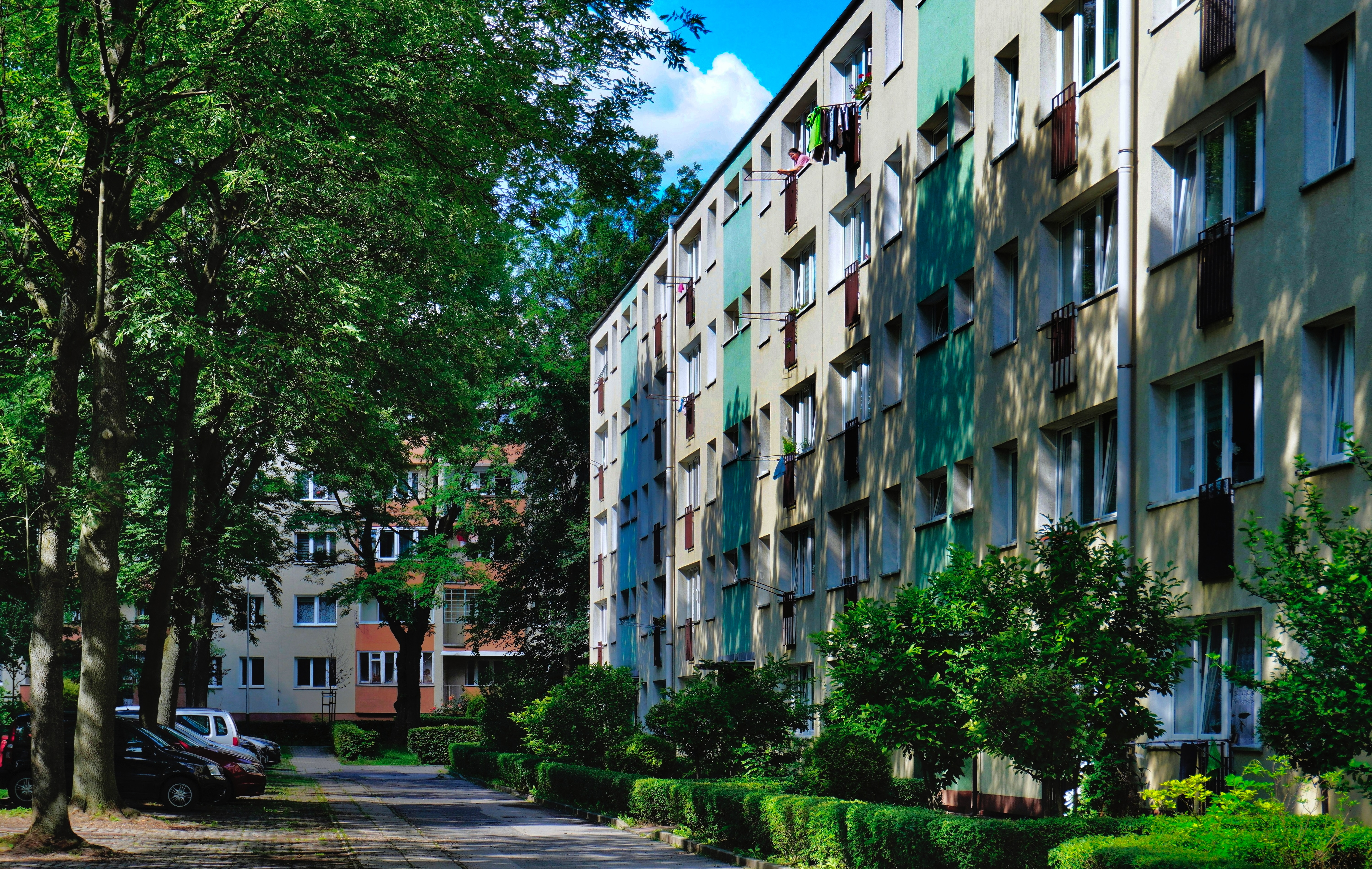
Wnętrze osiedla, os. Albertyńskie 22 i 24
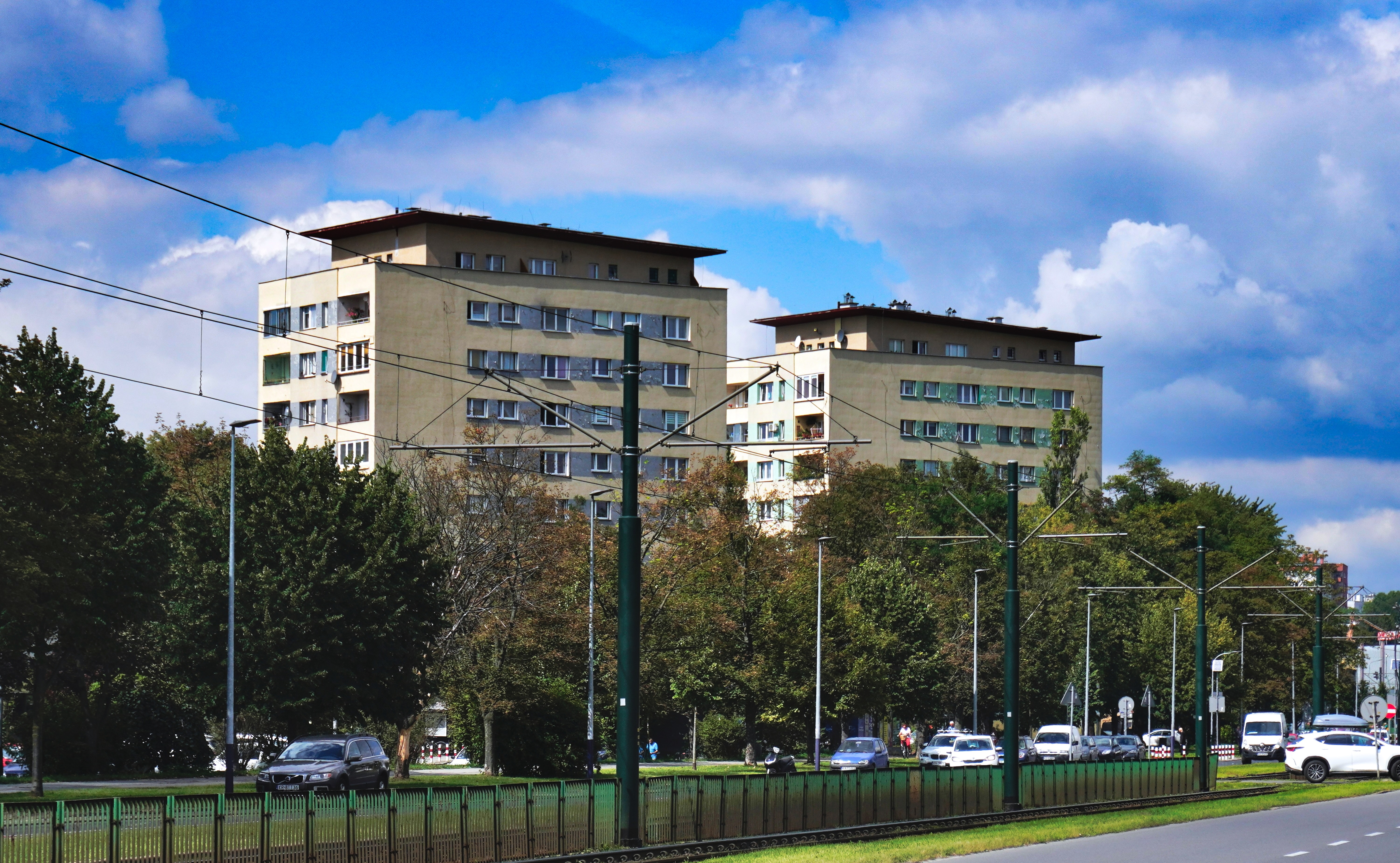
Widok od strony al. Andersa, os. Albertyńskie 14 i 15
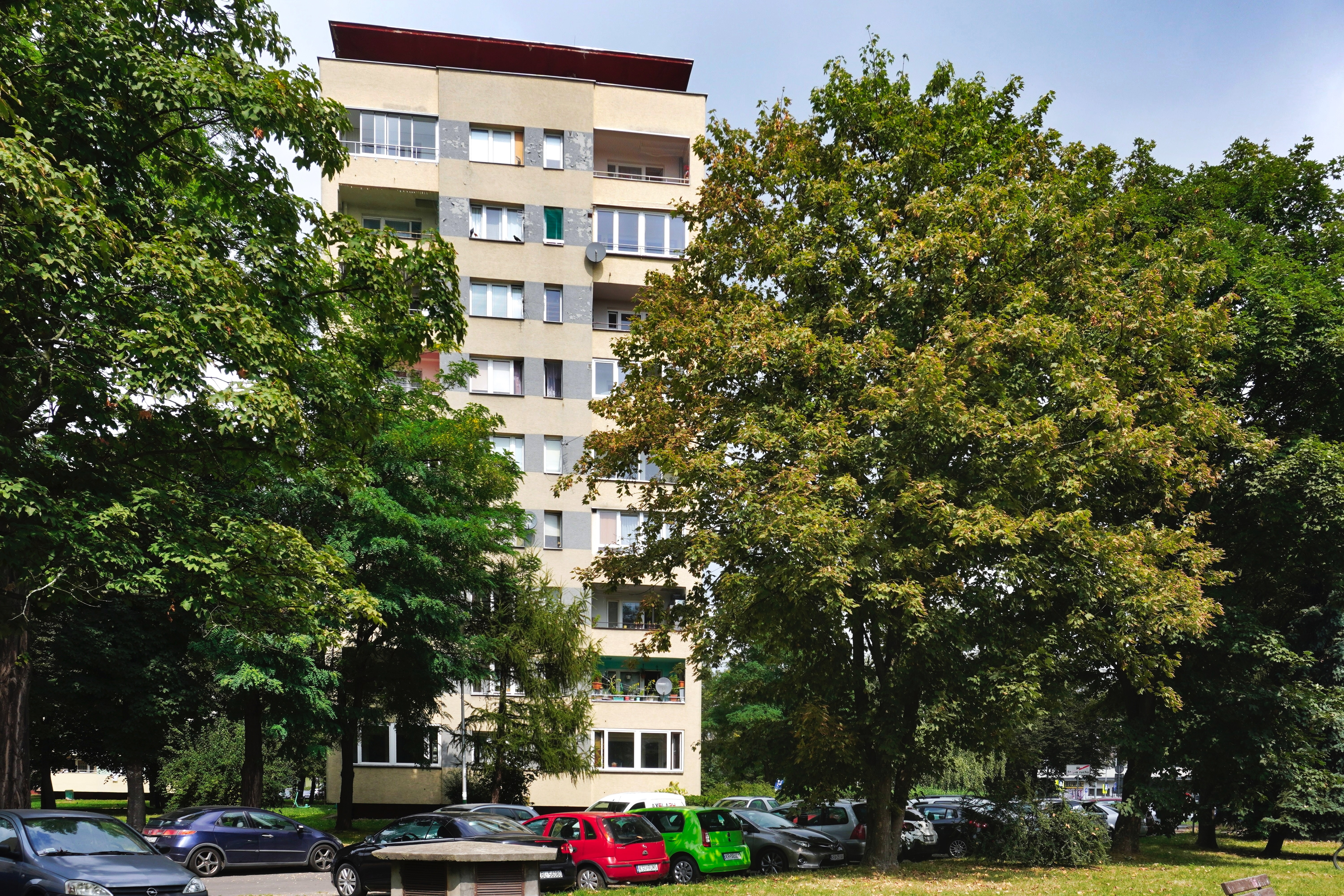
Wnętrze osiedla, os. Albertyńskie 14